# ウェリントン
ウェリントン（英語: Wellington [ˈwɛlɪŋtən] ( 音声ファイル)、マオリ語: Te Whanga-nui-a-Tara, Pōneke）は、ニュージーランドの首都。人口規模はオークランドに次いで2番目である。ウェリントン広域自治体（Wellington Region）に属し、ニュージーランド北島の南端にあり、ちょうど同国の国土の中央に位置する。マオリ語ではテ・ファンガヌイ＝ア＝タラあるいはポーネケ（Pōneke）という。

## 概説
ウェリントンは海と丘陵地に挟まれ、市街地を形成できる平地が少ないため、ニュージーランドのほとんどの都市よりも人口密度が高い。オークランドの人口はウェリントンの3倍だが、両都市の中心業務地区で働く人の数はほぼ互角である。ニュージーランドの主要な金融機関はウェリントンとオークランドに分かれ、幾つかの企業は本社を両都市に置いている。ウェリントンはニュージーランドの政治の中心地であり、ニュージーランド議会と全ての行政機関の本庁舎が置かれている。
中心業務地区の南にあるテ・アロ (Te Aro) は、ニュージーランド最大規模の繁華街で、コートネイ・プレイス (Courtenay Place) 一帯がその中心である。また文化施設も多く、ニュージーランドの映画・演劇産業の中心地である。テ・パパ（Te Papa　ニュージーランド国立博物館）、ニュージーランド交響楽団 (New Zealand Symphony Orchestra)、そしてロイヤル・ニュージーランド・バレエ団 (Royal New Zealand Ballet) が本拠地を置いている。隔年でニュージーランド国際アートフェスティバル (New Zealand International Arts Festival) も開催される。
ウェリントンの名前は、ワーテルローの戦いでフランス皇帝ナポレオン1世に勝利した初代ウェリントン公爵アーサー・ウェルズリーに敬意を表してつけられたものである。そしてその「ウェリントン」の爵号は、イングランド・サマセット州のウェリントン（サマセット)という町の名に由来する。
マオリ語ではウェリントンは2つの名前で呼ばれる。「テ・ファンガヌイ＝ア＝タラ」 (Te Whanganui-a-Tara [tɛ ˈɸaŋanʉi a taɾa])はウェリントン港を指すもので、「タラ（ポリネシアの神話に登場する女神）の大いなる港」を意味する。もう一つの名称の「ポーネケ」 (Pōneke [ˈpɔːnɛkɛ])の方は、港のかつての名称「ポート・ニコルソン (Port Nicholson)」を縮めた愛称である「ポート・ニック (Port Nick)」の音訳でしかないと信じられているため、必ずしもマオリ語名とは言えないとされることも多い。
ウェリントンの都市圏は単独の地方自治体の境界を大きく越えて広がっている。「大ウェリントン (Greater Wellington)」あるいは「ウェリントン地方 (Wellington Region)」と呼ばれるのは、都市圏全体に加え、それを構成する市の市街地以外の部分、カピティ海岸 (Kapiti Coast)、それにリムタカ山脈 (Rimutaka Range) を挟んでワイララパ (Wairarapa) に至る範囲である。

## 歴史

### 入植
ウェリントン地域に最初に定住したマオリ人はこの地を「テ・ウポコ・オ・テ・イカ・ア・マウイ（意味は「マウイ（マオリの神話に登場する英雄）の魚の頭」）」と呼んでいた。伝説によればクペ（ニュージーランドに移住した英雄で、ニュージーランドを「アオテアロア（長い雲のたなびく島）」と命名したことで知られる）が10世紀ごろにこの地域を発見し、探検したと言われる。
ヨーロッパ人の移住は、1839年9月20日に「ニュージーランド会社 (New Zealand Company)」の先遣隊が帆船「トーリー (Tory) 号」に乗って到来したことで始まり、続いて150人の移住者が帆船「オーロラ (Aurora) 号」に乗って1840年1月22日にやってきた。移住者ははじめ、ハット (Hutt) 川河口の平らな一帯であるペトネ (Petone) 地区（当初彼らはブリタニア (Britannia) と呼んでいた）に居を構えた。やがてそこが湿地で洪水にも襲われやすいことがわかったために移転したのだが、移転先はもっと起伏の多い場所だったにもかかわらず、ペトネでの開発計画がそのまま適用された。だから、ウェリントンには丘の斜面をまっすぐに登る、極度に急勾配の街路が幾つかあるのである。

### 地震
1848年の一連の地震と、1855年の地震のため、ウェリントンは深刻な被害を受けた。1855年ワイララパ大地震 (1855 Wairarapa earthquake) は、ウェリントンの北から東へと走る断層によって引き起こされた。この地震はおそらくニュージーランドの有史上最大の地震と位置付けられ、規模は少なくともマグニチュード8.2と推測される。 この地震で、広範囲の土地の標高が2mから3mほど変化し、港の外の海底が隆起して干潟になるという現象も起こった。この土地の多くはその後に干拓され、いまはウェリントンの中心業務地区の一部となっている。このような理由で、ラムトン・キー（Lambton Quay; quayとは「埠頭、波止場」の意）という名の通りが、現在では港から100mないし200m離れた場所を走っている。ラムトン・キーの歩道には、1840年当時の海岸線の位置を示す銘板がはめ込まれており、隆起とその後の干拓の規模を伝えている。
この地域は、ニュージーランドの基準に従っても地震活動が活発で、大きな断層が町の中心を走っており、周辺にも幾つかの断層がある。小規模な断層になると、数百本が都市圏内で確認されている。住民は、高層階に住む人は特にそうだが、たいてい毎年数回は地震を体感する。1855年の地震以後の長い歳月、ウェリントンの建造物の過半は木造であった。1996年にウェリントン駅と国会議事堂の付近一帯の政府庁舎が改修され、これらが南半球で最大の木造オフィスビルとなっている。その後、特にオフィスビルの建設では、コンクリートや鋼材なども構造に用いられるようになってきたが、住宅建設では依然としてほぼすべて、材木の枠組みがもっとも基礎的な構成要素となっている。住民たちはまた、20世紀の間しだいに厳しくなっていった建築基準が効力を発揮することに生き残りの期待をかけてもいる。

### ニュージーランドの首都として
1841年にウィリアム・ホブソン (William Hobson) が首都に定めたオークランドに代わり、1865年にウェリントンはニュージーランドの首都となった。1862年7月7日に初めてウェリントンで議会が開かれたが、この街が公式に首都になるにはその後しばらくかかった。1863年11月、アルフレッド・ドーメット (Alfred Domett) が（オークランドの）前の議会に「政府の所在地を、クック海峡沿岸のどこか好適な地へ移すことが必要となった」という動議を提出した。南島が金鉱脈の存在を背景に別個の植民地を形成するのではないかという懸念が明らかにあったのである。オーストラリアから派遣された弁務官（中立の立場ということで選ばれていた）は、良港が存在し、国土の中央に位置することから、ウェリントンが首都にふさわしいという意見を述べた。1865年7月26日、議会は初めて公式にウェリントンに置かれた。当時のウェリントンの人口は4900人であった。
ウェリントンはまた、ニュージーランドの最高裁判所の所在地でもある。歴史的な高等裁判所の建物が今後改装され、最高裁判所として用いられる予定である。

## 地勢

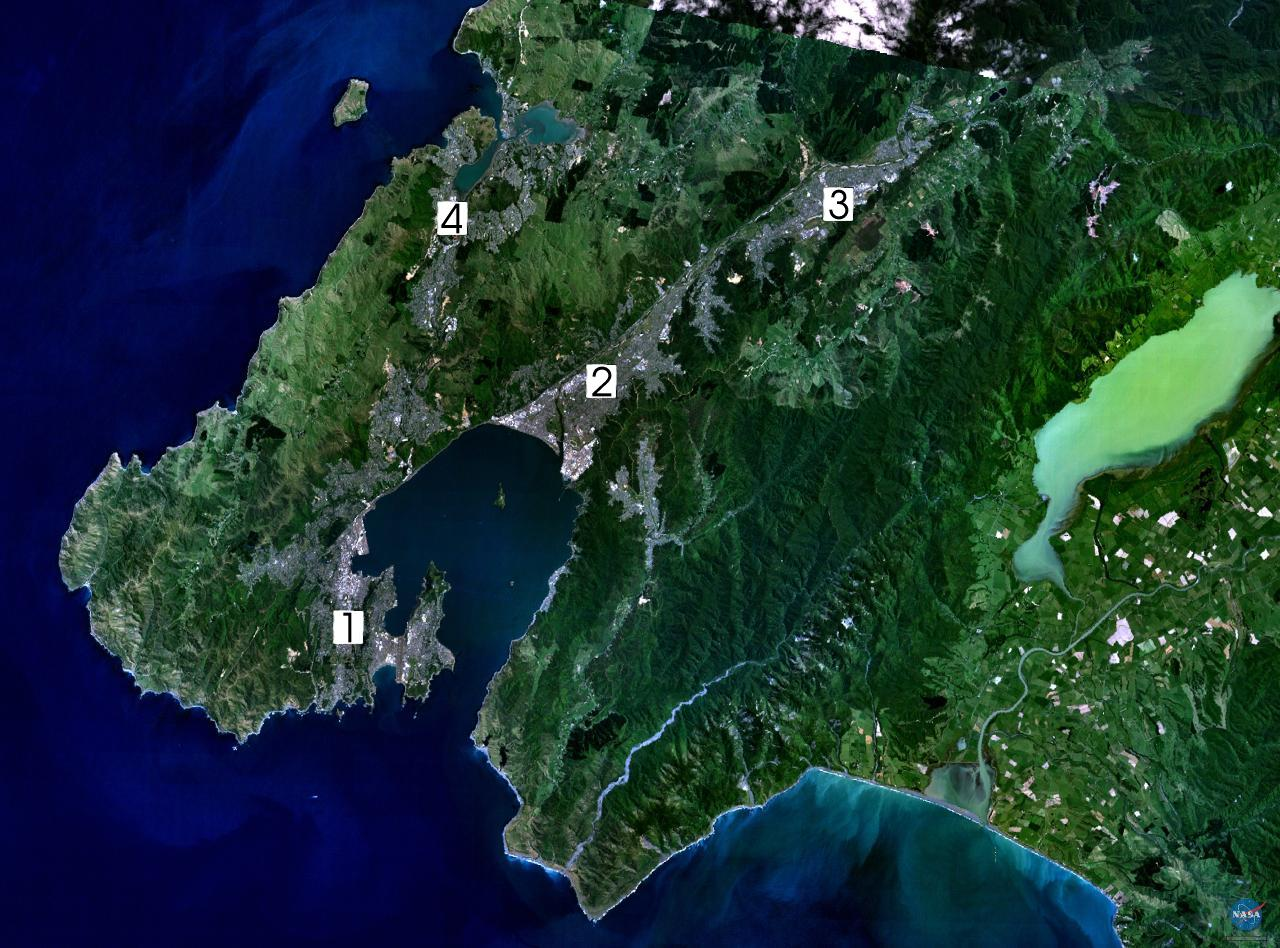
人工衛星によるウェリントンの写真。1: ウェリントン、2: ロウワー・ハット (Lower Hutt)、3: アッパー・ハット (Upper Hutt)、4: ポリルア (Porirua)。以上の4市がウェリントン都市圏 (urban area) を構成する

ウェリントンは北島の南西端に位置し、北島と南島を分ける水路であるクック海峡に面している。晴れた日には、雪を被ったカイコウラ山脈 を海峡の向こうの南側に見ることができる。北にはカピティ海岸 (Kapiti Coast) の黄金の浜が伸びている。東側はリムタカ山脈が、全国的に名高いワイン産地であるワイララパの広大な平原からウェリントンを隔てている。
緯度は南緯およそ41度である。「吠える40度 (Roaring Forties)」と呼ばれる緯度に位置していることと、クック海峡を渡って常に吹きつけてくる風にさらされていることから、ウェリントンはニュージーランド人の間では「風のウェリントン (Windy Wellington)」として知られている。
ウェリントンは、美しい天然の港と、コロニアル様式の別荘が連なる丘陵とで名高い。中心業務地区はウェリントン港の一部であるラムトン港 (Lambton Harbour) に近い。ウェリントン港は、その西側の海岸線が直線状であることから明らかなように、活断層のウェリントン断層に沿っている。 その西側の土地は急に盛りあがっている。つまり、ウェリントン郊外の多くの地域は市街中央より高台にあることになる。
ウェリントン市には、市役所 (Wellington City Council) と地元のボランティアが維持管理するハイキングコースと公園のネットワークがある。ウェリントン地域 (Wellington Region) 全体では、広域自治体 (Regional Authority) が所有する公園や森林が500km2ある。
市街の東にはミラマー半島があり、ロンゴタイの地峡で残りの市街と連絡する。この地域はウェリントン国際空港の所在地になっている。船でウェリントンへ来る場合は、ミラマー半島の東の狭隘な入口を通ることになるが、そこにバレット岩礁 (Barrett Reef) という危険な浅瀬があり、ここではこれまでにたくさんの船舶が遭難している（最も有名なものは、南北両島を結ぶフェリー ワヒネ(Wahine) 号の1968年の大事故である）。
都心から西の丘の上にヴィクトリア大学ウェリントンとウェリントン植物園があり、ウェリントンケーブルカーに乗り向かうことができる。
ウェリントン港には、マティウ/ソメス島、 マカロ/ウォード島と マカプナ島の3島がある。
マティウ/ソメス島だけが人の居住が十分可能な広さを持つ。ここにはかつて人と動物のための検疫所および防疫所が置かれ、第1次世界大戦と第2次世界大戦においては捕虜収容所が置かれた。いまは自然保護の島となっており、海岸沿いをさらに行ったところのカピティ島 のように、存続が危ぶまれている種に生息場所を提供している。日中はドミニオン・ポスト・フェリー (Dominion Post Ferry) でこの島へ渡ることができる。

## 気候
ケッペンの気候区分では西岸海洋性気候（Cfb）に属する。年平均降水量は1270mm、年平均日照時間は2025時間である。
| ウェリントン（Kelburn） (1928–2018, 湿度のみ1962–2018)の気候 | ウェリントン（Kelburn） (1928–2018, 湿度のみ1962–2018)の気候 | ウェリントン（Kelburn） (1928–2018, 湿度のみ1962–2018)の気候 | ウェリントン（Kelburn） (1928–2018, 湿度のみ1962–2018)の気候 | ウェリントン（Kelburn） (1928–2018, 湿度のみ1962–2018)の気候 | ウェリントン（Kelburn） (1928–2018, 湿度のみ1962–2018)の気候 | ウェリントン（Kelburn） (1928–2018, 湿度のみ1962–2018)の気候 | ウェリントン（Kelburn） (1928–2018, 湿度のみ1962–2018)の気候 | ウェリントン（Kelburn） (1928–2018, 湿度のみ1962–2018)の気候 | ウェリントン（Kelburn） (1928–2018, 湿度のみ1962–2018)の気候 | ウェリントン（Kelburn） (1928–2018, 湿度のみ1962–2018)の気候 | ウェリントン（Kelburn） (1928–2018, 湿度のみ1962–2018)の気候 | ウェリントン（Kelburn） (1928–2018, 湿度のみ1962–2018)の気候 | ウェリントン（Kelburn） (1928–2018, 湿度のみ1962–2018)の気候 |
| 月                                                           | 1月                                                          | 2月                                                          | 3月                                                          | 4月                                                          | 5月                                                          | 6月                                                          | 7月                                                          | 8月                                                          | 9月                                                          | 10月                                                         | 11月                                                         | 12月                                                         | 年                                                           |
| ------------------------------------------------------------ | ------------------------------------------------------------ | ------------------------------------------------------------ | ------------------------------------------------------------ | ------------------------------------------------------------ | ------------------------------------------------------------ | ------------------------------------------------------------ | ------------------------------------------------------------ | ------------------------------------------------------------ | ------------------------------------------------------------ | ------------------------------------------------------------ | ------------------------------------------------------------ | ------------------------------------------------------------ | ------------------------------------------------------------ |
| 最高気温記録 °C （°F）                                       | 30.1 (86.2)                                                  | 30.1 (86.2)                                                  | 28.3 (82.9)                                                  | 27.3 (81.1)                                                  | 22.0 (71.6)                                                  | 18.3 (64.9)                                                  | 17.6 (63.7)                                                  | 19.3 (66.7)                                                  | 21.9 (71.4)                                                  | 25.1 (77.2)                                                  | 26.9 (80.4)                                                  | 29.1 (84.4)                                                  | 30.1 (86.2)                                                  |
| 平均最高気温 °C （°F）                                       | 20.1 (68.2)                                                  | 20.3 (68.5)                                                  | 19.0 (66.2)                                                  | 16.6 (61.9)                                                  | 14.0 (57.2)                                                  | 11.9 (53.4)                                                  | 11.1 (52)                                                    | 11.9 (53.4)                                                  | 13.4 (56.1)                                                  | 15.0 (59)                                                    | 16.7 (62.1)                                                  | 18.7 (65.7)                                                  | 15.7 (60.3)                                                  |
| 日平均気温 °C （°F）                                         | 16.7 (62.1)                                                  | 16.9 (62.4)                                                  | 15.7 (60.3)                                                  | 13.7 (56.7)                                                  | 11.3 (52.3)                                                  | 9.3 (48.7)                                                   | 8.5 (47.3)                                                   | 9.2 (48.6)                                                   | 10.5 (50.9)                                                  | 11.9 (53.4)                                                  | 13.4 (56.1)                                                  | 15.3 (59.5)                                                  | 12.7 (54.9)                                                  |
| 平均最低気温 °C （°F）                                       | 13.2 (55.8)                                                  | 13.4 (56.1)                                                  | 12.4 (54.3)                                                  | 10.7 (51.3)                                                  | 8.6 (47.5)                                                   | 6.7 (44.1)                                                   | 5.9 (42.6)                                                   | 6.4 (43.5)                                                   | 7.5 (45.5)                                                   | 8.8 (47.8)                                                   | 10.2 (50.4)                                                  | 12.0 (53.6)                                                  | 9.6 (49.3)                                                   |
| 最低気温記録 °C （°F）                                       | 4.1 (39.4)                                                   | 5.2 (41.4)                                                   | 4.6 (40.3)                                                   | 2.6 (36.7)                                                   | 1.0 (33.8)                                                   | −0.1 (31.8)                                                  | 0.0 (32)                                                     | −0.1 (31.8)                                                  | 0.2 (32.4)                                                   | 1.2 (34.2)                                                   | 1.7 (35.1)                                                   | 3.4 (38.1)                                                   | −0.1 (31.8)                                                  |
| 雨量 mm （inch）                                             | 78.1 (3.075)                                                 | 77.9 (3.067)                                                 | 85.2 (3.354)                                                 | 100.5 (3.957)                                                | 121.0 (4.764)                                                | 132.8 (5.228)                                                | 136.5 (5.374)                                                | 126.4 (4.976)                                                | 100.0 (3.937)                                                | 110.3 (4.343)                                                | 89.7 (3.531)                                                 | 91.8 (3.614)                                                 | 1,250.3 (49.224)                                             |
| 平均降雨日数 （≥1.0 mm）                                     | 7.3                                                          | 7.0                                                          | 8.2                                                          | 9.4                                                          | 11.7                                                         | 13.4                                                         | 13.4                                                         | 13.1                                                         | 11.2                                                         | 11.4                                                         | 9.5                                                          | 9.0                                                          | 124.5                                                        |
| % 湿度                                                       | 79.5                                                         | 81.6                                                         | 82.2                                                         | 82.7                                                         | 84.5                                                         | 86.0                                                         | 85.8                                                         | 84.6                                                         | 80.7                                                         | 80.3                                                         | 78.9                                                         | 79.5                                                         | 82.2                                                         |
| 平均月間日照時間                                             | 238.8                                                        | 205.1                                                        | 193.7                                                        | 154.0                                                        | 125.8                                                        | 102.3                                                        | 112.0                                                        | 136.6                                                        | 162.1                                                        | 191.5                                                        | 210.4                                                        | 223.0                                                        | 2,055.4                                                      |
| 出典：CliFlo                                                 |                                                              |                                                              |                                                              |                                                              |                                                              |                                                              |                                                              |                                                              |                                                              |                                                              |                                                              |                                                              |                                                              |

## エネルギー
ウェリントンのエネルギー需要は増加している。有力視されている供給源の一つが風であり、需要の増加に応えるために大規模な風力発電基地の建設が進められている。このプロジェクトでは70基のタービンが設置され、発電能力は最大で210メガワットとなる予定である。設置場所はウェリントンのわずか数km南西、マカラ海岸 (Makara Beach) とテラウィティ岬 (Cape Terawhiti) の間である。ちなみに前述のように、ウェリントンでは日常的に強風が吹くため、ニュージーランド人はこの街をよく「風のウェリントン (Windy Wellington)」と呼ぶ。

## 交通
鉄道は5本の近郊線がウェリントン駅から北方に伸びており、郊外の住宅地を結んでいる。4本は電化、1本は非電化の路線である。ニュージーランドで通勤電車が走っているのは他にオークランドだけである。
空港は市街地の南東5㎞にウェリントン国際空港があり便利である。しかし、滑走路が2000mしかないため、国際線は限られた路線しかなく課題となっている。地勢的に滑走路の延長は困難といわれている。
フェリーが南島のピクトンと連絡している。ピクトンは深い入り江の奥にあり、美しい景観を楽しめる。
ウェリントンには比較的大規模なトロリーバスの路線網が最近まであったが、2017年に全廃となった。代替として電動バスの導入が進められている。

## 人口統計
ウェリントンの人口は、郊外も含めると40万人に近づいている。2001年の国勢調査によれば、ウェリントンの人口のうち、15歳未満の割合は18.5%（ニュージーランド全体では22.7％）、65歳以上は8.6％（同12.1％）である。またウェリントン市民の85.6%が、民族分類上自分はヨーロッパ系だと回答した。マオリ系が4.1%で、残りが南太平諸国の系統やアジア系、およびその他の民族である。

## 芸術・文化
ウェリントンは芸術や文化のうえでもニュージーランドの首都であり、また国内の映画産業の中心である。ピーター・ジャクソンやリチャード・テイラー (Richard Taylor)、それにクリエイティヴなプロフェッショナルの成長を続ける集団によって、東の郊外のミラマー (Miramar) は、世界でも最高の映画制作の拠点の一つへと変貌を遂げた。ジェーン・カンピオンやヴィンセント・ウォードのような監督たちは、インディペンデントの精神を保ったまま、世界中のスクリーンで作品を上映させることに成功した。タイカ・ワイティティ (Taika Waititi)、チャーリー・ブレイクリー (Charlie Bleakley)、コスタ・ボテス (Costa Botes)、ジェニファー・ブッシュ＝ドメック (Jenifer Bush-Daumec) といった新進の映画作家たちは、ウェリントンを拠点とするネットワークと、映画に関わる機会を拡張している。また『ロード・オブ・ザ・リング』3部作や『アバター』でアカデミー視覚効果賞を受賞したWETAデジタル社の成功により、CG制作プロダクションの数も増加している。
ウェリントンは、テ・パパ・トンガレワ (Te Papa Tongarewa　ニュージーランド国立博物館）、ナショナル・オペラ・カンパニー (National Opera Company)、ニュージーランド交響楽団 (New Zealand Symphony Orchestra)、シティ・ギャラリー (City Gallery Wellington)、チェンバー・ミュージック・ニュージーランド (Chamber Music New Zealand)、ロイヤル・ニュージーランド・バレエ団 (Royal New Zealand Ballet)、セント・ジェイムズ・シアター (St. James Theatre)、ダウンステージ・シアター (Downstage Theatre)、バッツ・シアター (Bats Theatre)、ニュージーランド芸術財団 (Arts Foundatin of New Zealand) の所在地である。
この街では、隔年開催されるニュージーランド国際芸術フェスティバル (New Zealand International Arts Festival) のほか、キューバ・ストリート・カーニバル (Cuba Street Carnival)、フリンジ・フェスティバル (Fringe Festival)、サマー・シティ (Summer City)、ニュージーランド・アフォーダブル・アート・ショウ (New Zealand Affordable Art Show)、多数の映画祭、ワールド・オブ・ウェアラブル・アート (World of Wearable Art) といった大イベントが開かれる。多くの地域や民族別コミュニティも毎年イベントを開いており、それらはみな、かつては退屈な政治都市だったこの首都を、ニュージーランド全国の羨望の的へと変えることに貢献している。
地元の音楽シーンは、フェニックス・ファウンデーション (The Phoenix Foundation) やシハード (Shihad)、ファット・フレディーズ・ドロップ (Fat Freddy's Drop)、ブラック・シーズ (The Black Seeds) の成功により、多様性に富みつつ隆盛する才能の宝庫と化した。2005年には、マッセー大学 (Massey University) とヴィクトリア大学ウェリントン校 (Victoria University of Wellington) の音楽レッスンおよび音楽理論のプログラムが統合により、ニュージーランド・スクール・オブ・ミュージック (The New Zealand School of Music) が設立された。
詩人で国際近代文学研究所ディレクターのビル・マンハイア (Bill Manhire) によって、ヴィクトリア大学の創作文芸プログラムは、新しい文学活動のるつぼへと変わった。舞踊と演劇のテ・ワエア (Te Whaea)、美術のザ・ラーニング・コネクション (The Learning Connexion) といった高等教育機関は、次世代に訓練と創造性開発の場を提供している。
この街の新たな芸術センター、トイ・ポネケ (Toi Poneke) は、創造的なプロジェクトやコラボレーション、多文化の交流による作品製作のための場となっている。芸術プログラム＆サービス・マネージャーのエリック・ホロワクス (Eric Holowacz) と、このエイベル・スミス通りの施設を拠点とする少人数のチームは、オープニング・ノーツ (Opening Notes)、ドライブ・バイ・アート (Drive by Art)、毎年開催されるアートスプラッシュ・フェスティバル (Artsplash Festival)、パブリック・アートの新プロジェクトといった、野心的な新企画をプロデュースしてきた。
首都ということで、ウェリントンは公的機関の活動の中心であるわけだが、行政の文化担当者は、都市生活のこうした面と結びつくことに積極的である。21世紀の始めに、ウェリントンは南半球の芸術・文化・創造性の活気ある中心としての地位を確立した。

## スポーツ
- ハリケーンズ (Hurricanes) - ラグビー、スーパーラグビー (Super Rugby)
- ウェリントン・ライオンズ (Wellington Lions) - ラグビー、ニュージーランド州代表選手権（NPC、National Provincial Championship）
- ウェリントン・ファイアバーズ (Wellington Firebirds) - クリケット
- キャピタル・シェイカーズ (Capital Shakers) - ネットボール、国立銀行杯 (National Bank Cup)
- チーム・ウェリントン (Team Wellington) - サッカー、ニュージーランド・フットボールチャンピオンシップ (New Zealand Football Championship)
- ウェリントン・フェニックス (Wellington Phoenix) - 2007年に創設されたサッカークラブ。越境してオーストラリアのサッカーリーグ（Aリーグ）に参加。
- ウェリントン・セインツ (Wellington Saints) - バスケットボール、全国バスケットボールリーグ (National Basketball League)

### ウェリントンで開催される主なスポーツイベント
- ウェリントン・セブンズ (Wellington Sevens) - IRB（国際ラグビーボード）セブンズ・ワールド・シリーズ (Sevens World Series) のラウンドの一つで、毎年2月中の週末の2日間にウェストパック・スタジアム (Westpac Stadium) で行われる。
- ウェリントン500 - ツーリングカーの公道レース。1985年から1996年まで開催。
- ワールド・マウンテン・ランニング・トロフィー (World Mountain Running Trophy) - 2005年開催。

## ギャラリー

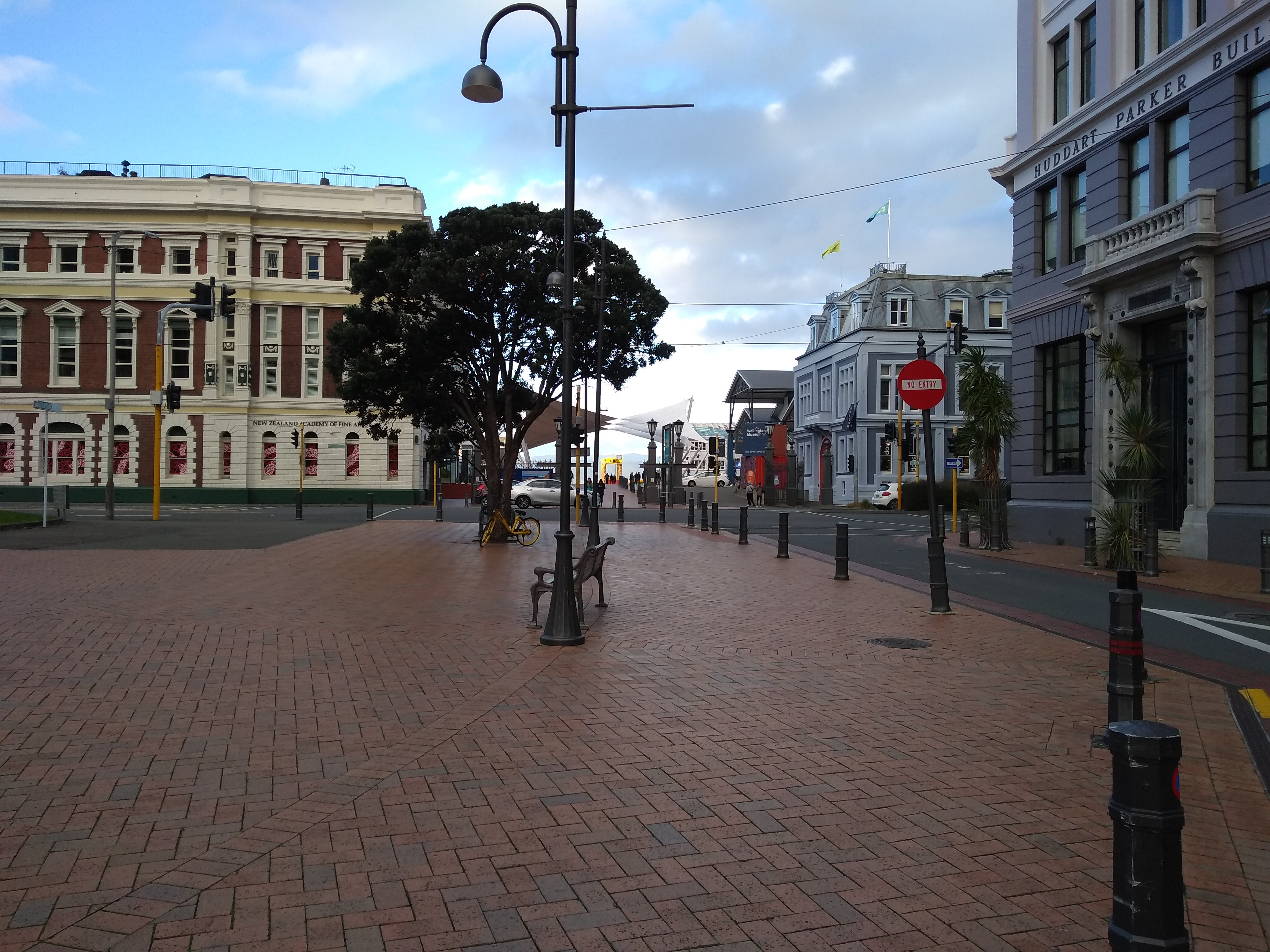
街並み
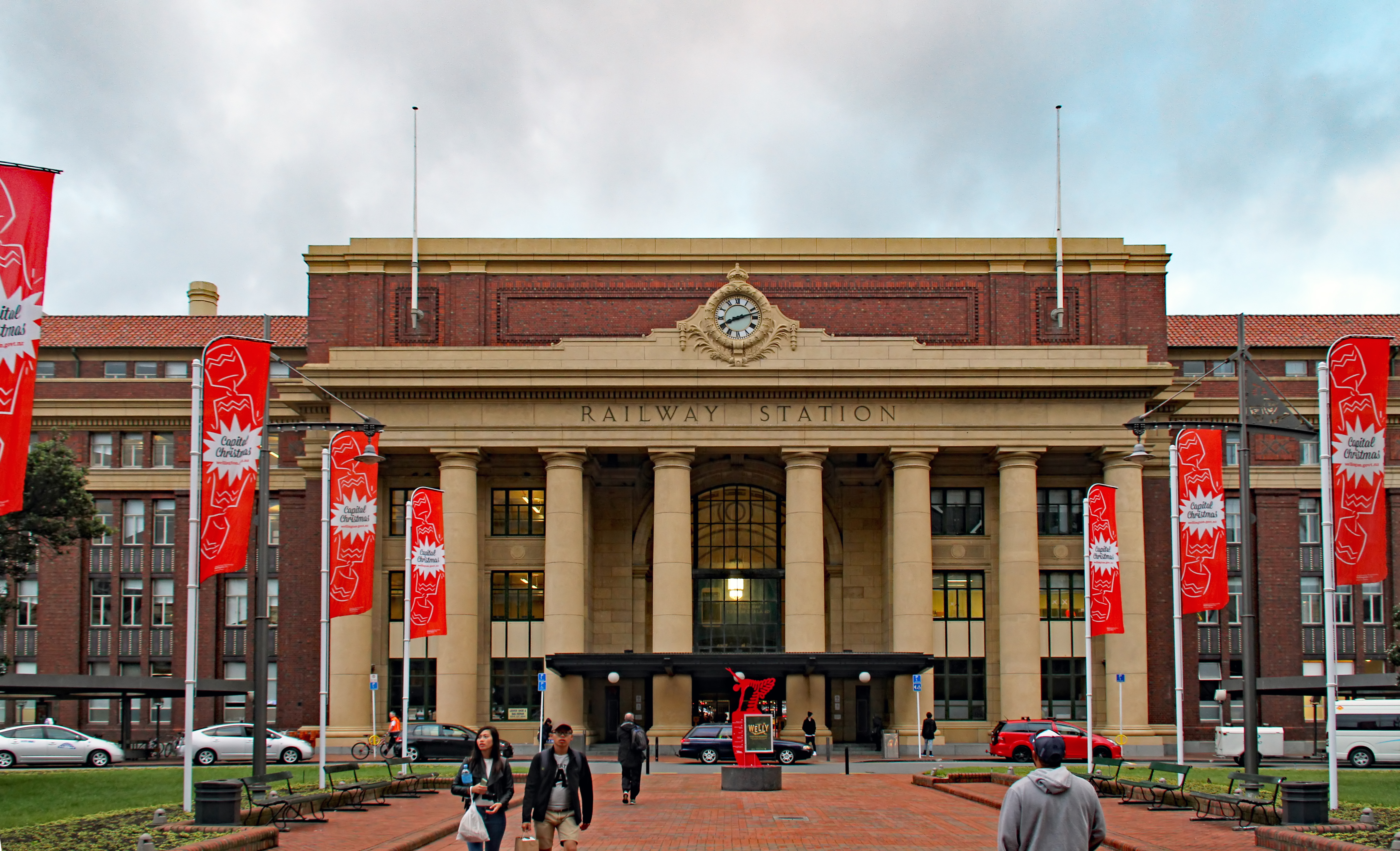
ウェリントン駅
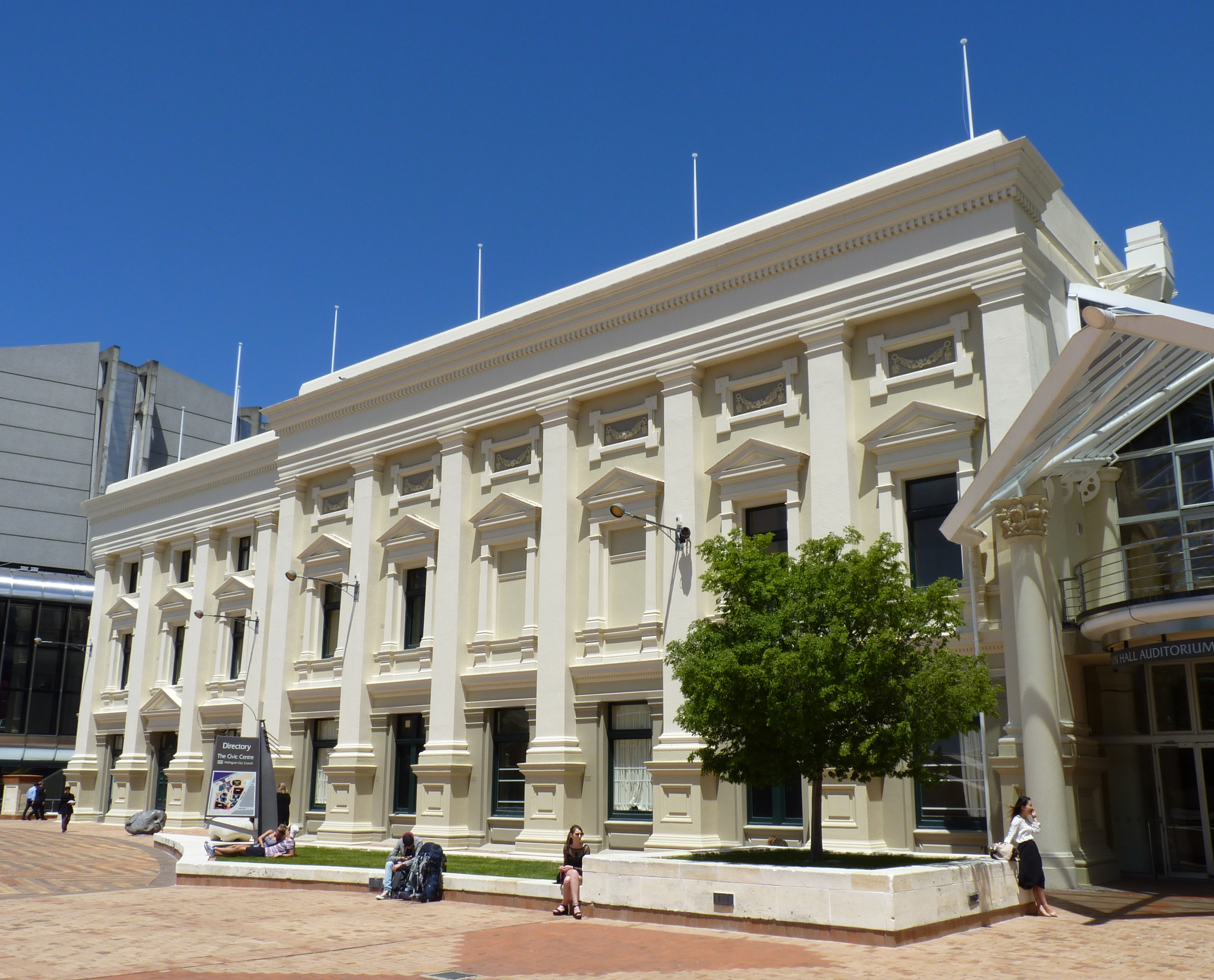
タウンホール
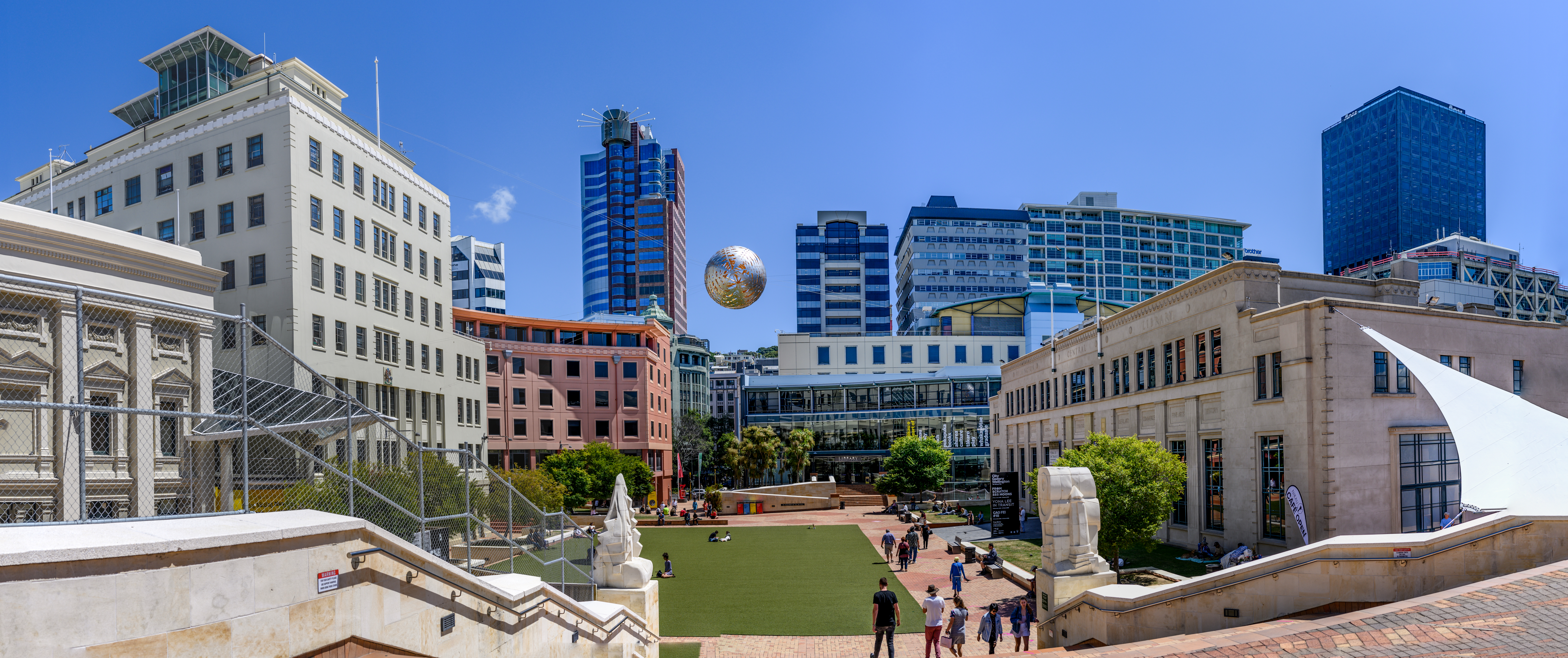
シビックスクエア
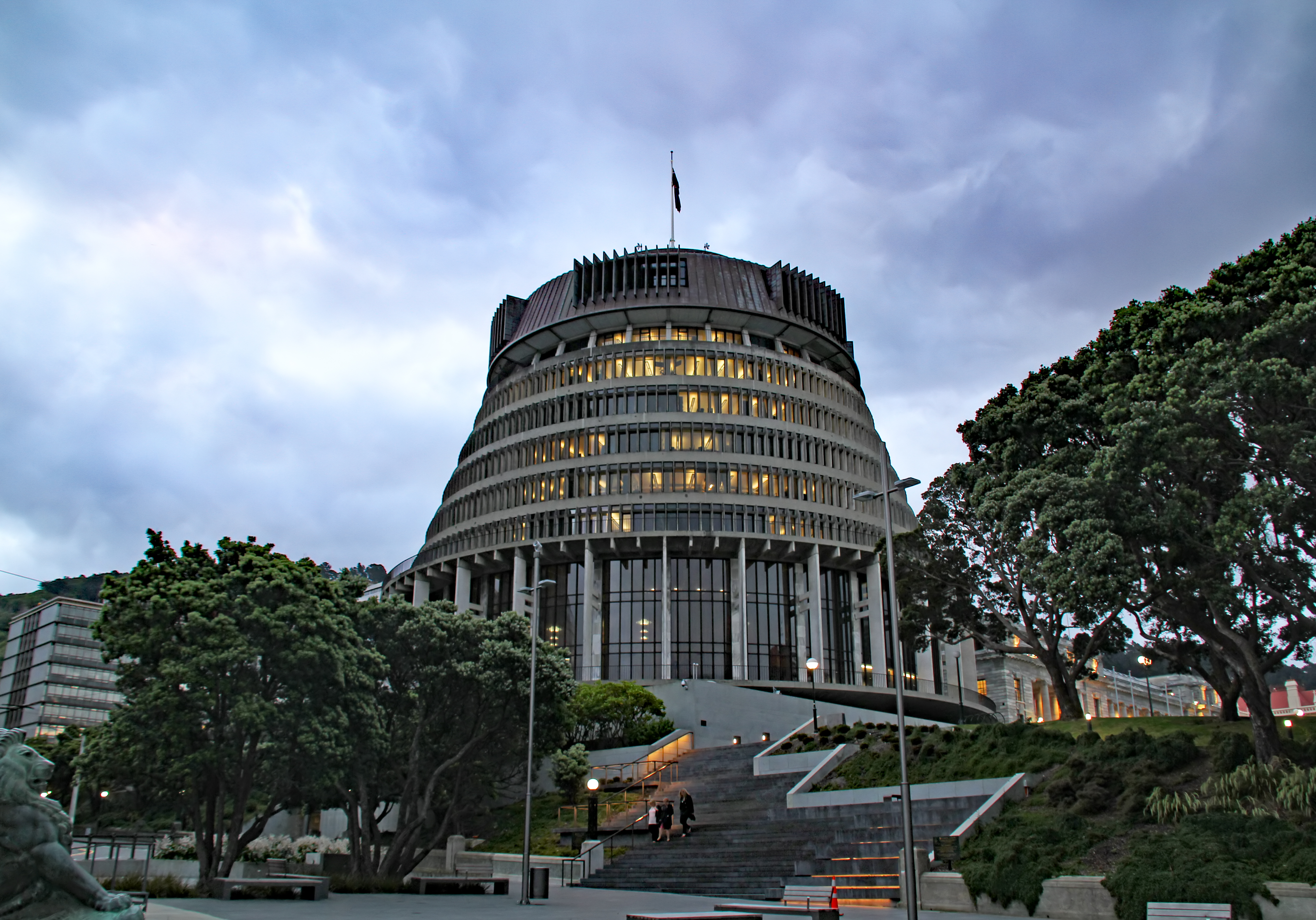
議事堂「ビーハイブ」
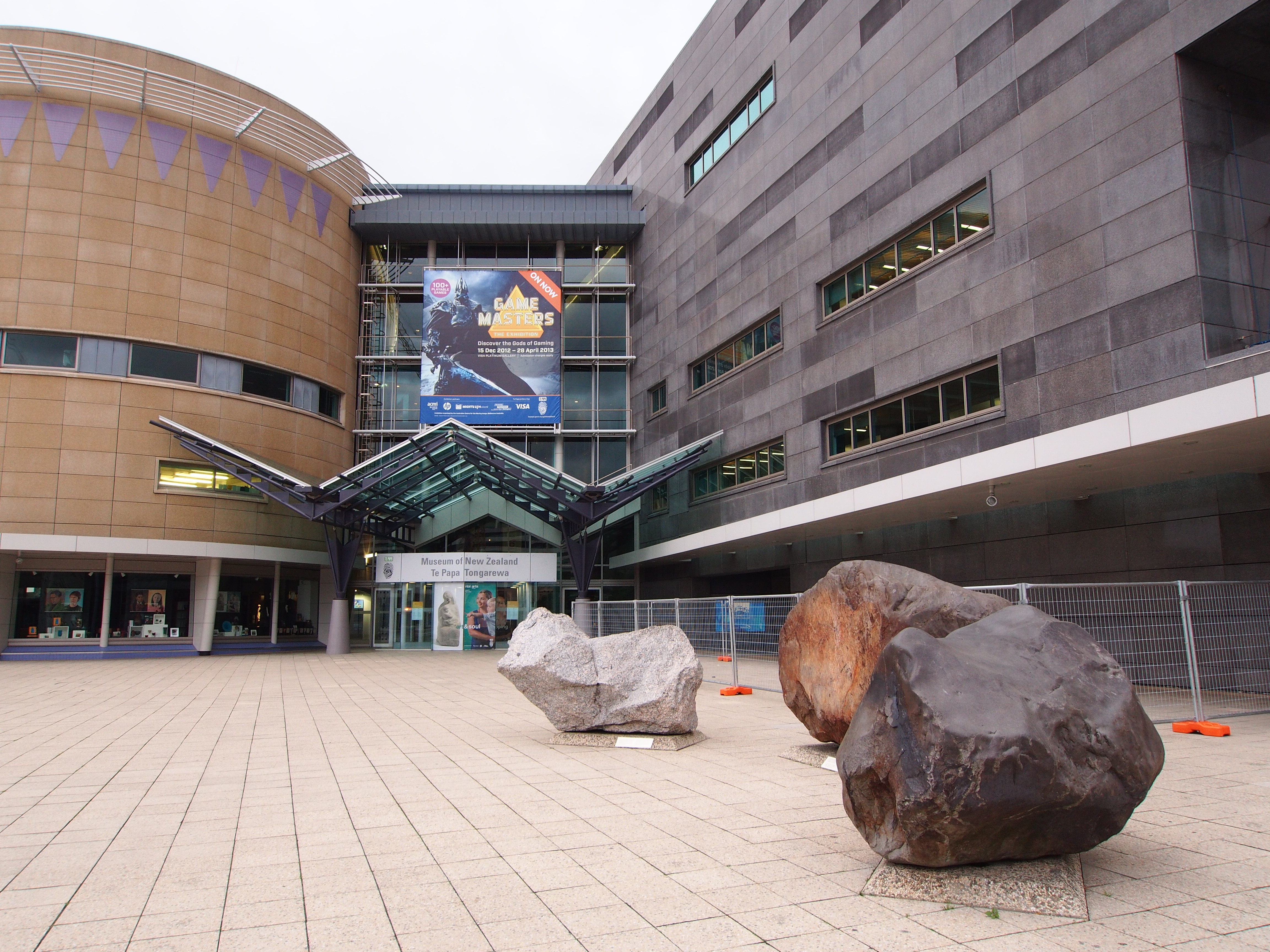
ニュージーランド国立博物館

## ウェリントン出身の著名人
- ジェーン・カンピオン  - アカデミー賞受賞、 映画監督
- ラッセル・クロウ  -  俳優
- ローリス・エドモンド (Lauris Edmond) - 詩人
- ピーター・ジャクソン  - 映画監督
- クリス・ジェームス (Chirs James) - サッカー選手。ニュージーランド代表
- クリス・キレン (Chris Killen) - サッカー選手。ニュージーランド代表
- キャサリン・マンスフィールド - 作家
- ジャック・マーシャル (Jack Marshall)  - 元ニュージーランド首相
- アンナ・パキン - 女優
- ウィリアム・ヘイワード・ピカリング (William Hayward Pickering) - 電気工学エンジニア、ジェット推進研究所元所長
- ウィントン・ルーファー (Wynton Rufer) - サッカー選手。元ジェフユナイテッド市原所属
- ジョナサン・サルファーティ (Jonathan Sarfati) - 作家、チェスの強豪（マスター）
- リチャード・テイラー (Richard Taylor) - 映画の特殊効果製作会社、WATAワークショップ代表。アカデミー賞複数受賞
- ジョン・トゥーグッド (Jon Toogood) - ロックバンド「シハード」(Shihad) のシンガー兼ギタリスト
- タナ・ウマガ (Tana Umaga) - ラグビーニュージーランド代表前キャプテン
- カール・アーバン - 俳優
- トム・スコット (Tom Scott) - 漫画家、政治コメンテーター
- タイカ・ワイティティ (Taika Waititi) - 映画監督、俳優、アーティスト、コメディアン。アカデミー賞受賞
- ブルーノ・ベッカー - プロレスラー
- リップ・モーガン - プロレスラー

## ウェリントン市の姉妹都市
- - 廈門（中華人民共和国）
- - 堺市（日本）1994年2月4日提携
- - シドニー（オーストラリア）
- - ハロゲイト（イギリス）
- - 北京（中華人民共和国）
- - モンテビデオ（ウルグアイ）